# Panehesi
Panehesi (fl. XIV secolo a.C.) è stato un nobile egizio durante la XVIII dinastia.

## Titoli
Il nobile Panehesi poté fregiarsi di un grande numero di titoli che dimostrano quanto fosse potente durante il periodo di Amarna. Egli fu Capo dei Servitori di Aton nel tempio di Aton ad Akhetaton e Secondo Profeta del Signore delle Due Terre (il faraone). Fu anche Portatore dei sigilli del Basso Egitto, Sovrintendente della mandria di Aton ad Akhetaton e Sovrintendente del granaio di Aton.

## Residenze

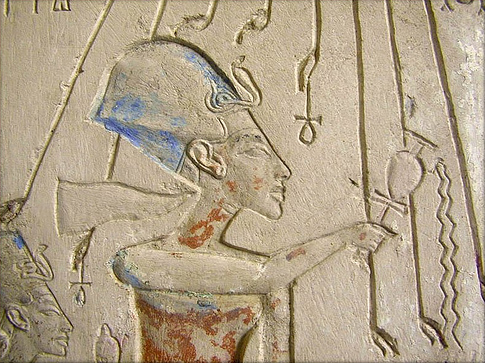
Dettaglio di Akhenaton dal sacello nella casa di Panehesi

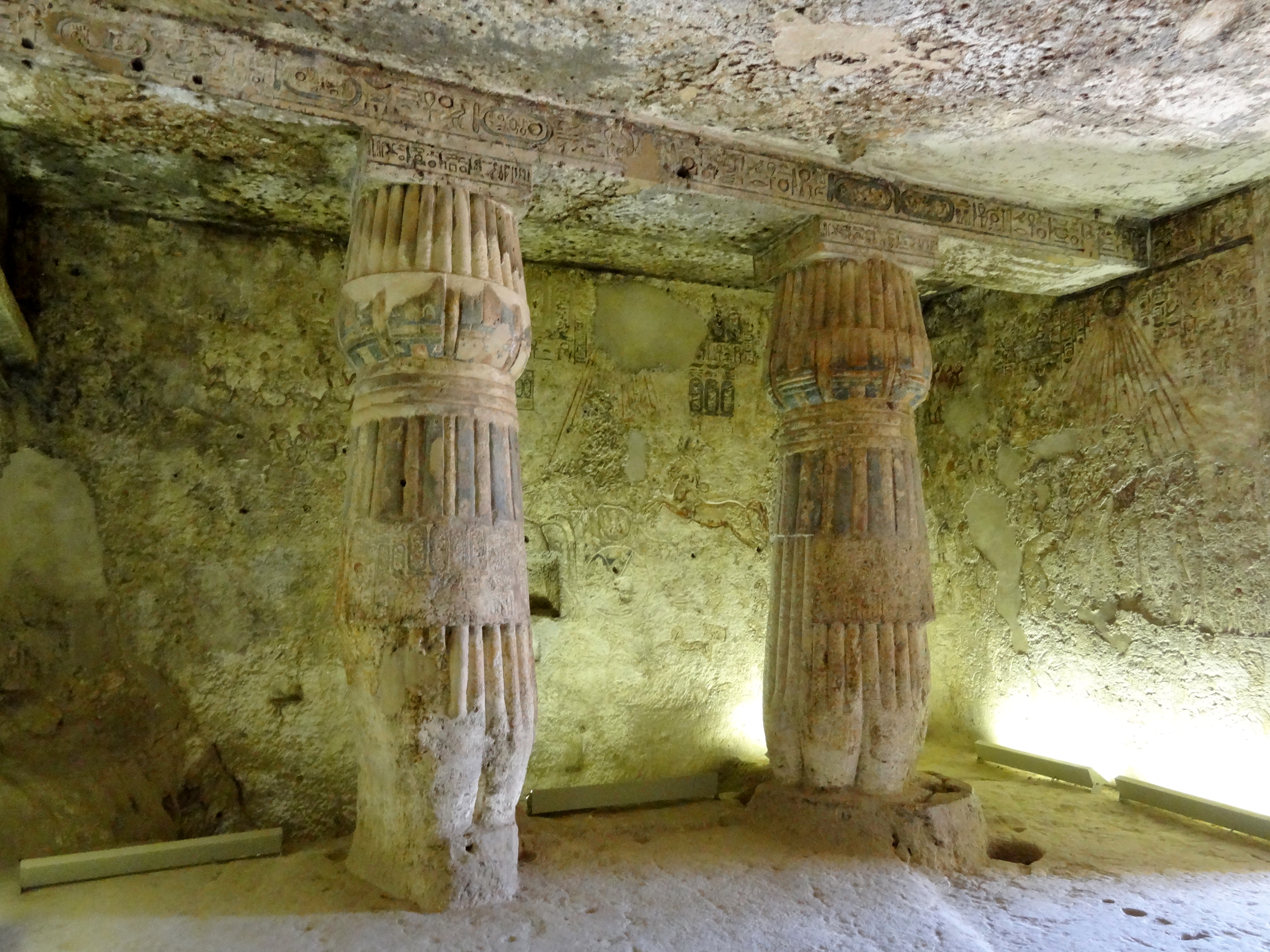
Dettaglio della tomba di Panehesi

Sono state portate alla luce due residenze di Panehesi ad Amarna, una accanto al tempio e l'altra nel centro della città. La casa accanto al tempio doveva essere più che altro un ufficio. La villa effettiva e più importante di Panehesi e della sua famiglia (R44.2) era quindi quella in centro. Ivi è stato rinvenuto un sacello raffigurante Akhenaton, Nefertiti e la loro primogenita Merytaton che presentano offerte al disco solare, esempio del culto domestico della famiglia reale comune fra gli abitanti di Akhetaton/Amarna. Tale cappelletta ipetra era situata nella stanza centrale della casa. Nelle vicinanze della casa venne inoltre trovata una stele del faraone Amenofi III e della regina Tiy.
A sud della villa sorgeva un piccolo villaggio di 40 case, la cui superficie occupata era inferiore a quella della villa stessa; probabilmente si trattava delle case dei servitori del sacerdote. 
La sua seconda residenza, quella accanto al tempio, potrebbe essere stata funzionale ai suoi incarichi di Sovrintendente della mandria. La struttura comprende pavimenti di pietra, mangiatoie di mattoni e potrebbe esser servita come recinto per le vittime sacrificali: gli scavi portarono alla luce ossa di bovini e corna, i resti degli animali immolati al dio. L'ambiente centrale di questa casa conteneva una cappelletta di pietra assemblata e dipinta per assomigliare al tempio di Aton, e aveva porte di legno e probabilmente un idolo del faraone Akhenaton; oggi si trova al Museo del Cairo. 

## Tomba
Panehesi fece edificare per sé una complessa e ricca tomba nella zona settentrionale della necropoli dei nobili, ad Akhetaton. La tomba di Panehesi è decorata con immagini del nobile e della famiglia e con altre della famiglia reale, ma i loro resti non sono stati individuati. Il sepolcro fu gravemente danneggiato durante la restaurazione della status quo antecedente l'eresia di Akhenaton, operata in gran parte dal faraone Horemheb; le immagini di Akhenaton e Nefertiti furono sfigurate e la maggior parte dei loro nomi cancellata.
Nei secoli successivi la tomba fu reimpiegata come chiesa copta, e davanti all'abside fu ricavata una vasca per i battesimi.